# Nigel Butterley
Nigel Butterley (13 maggio 1935 – 19 febbraio 2022) è stato un pianista e compositore australiano.

## Biografia
Butterley imparò a suonare il piano all'età di cinque anni, frequentando la Sydney Grammar School, ma poiché la musica non era insegnata a scuola in quel momento egli si formò principalmente presso il Sydney Conservatorium of Music. Viaggiò quindi all'estero e trascorse un anno in Europa, dove studiò con Priaulx Rainier a Londra.
Dopo essere tornato in Australia, compose Laudes nel 1963. Vinse il Prix Italia per il suo lavoro In the Head the Fire nel 1966. L'anno dopo era il vincitore inaugurale dell'Albert H. Maggs Composition Award. Continuò a comporre nei decenni successivi, realizzando opere per i concerti del Sydney Proms come Interaction for Artist and Orchestra, musica eseguita mentre l'artista John Peart dipingeva un quadro e First Day Covers, in collaborazione con Dame Edna Everage, personaggio di Barry Humphries. Tenne conferenze al Conservatorio di Newcastle dal 1973 al 1991, e successivamente al Conservatorio di Sydney, conducendo dei programmi su ABC Classic FM.
Il 10 giugno 1991 fu appuntato Membro dell'Ordine dell'Australia (AM), "in riconoscimento dei servizi alla musica".
Butterley vinse il premio Paul Lowin Orchestral nel 2001.